# Дженнингс, Брайант
Брайант Дженнингс (англ. Bryant Jennings; 25 сентября 1984 года, Филадельфия, Пенсильвания, США) — американский боксёр-профессионал, выступавший в тяжёлой весовой категории. Чемпион по версии IBF International (2018—2019), чемпион Северной Америки по версии WBO NABO (2018—2019), чемпион США по версиям USBA (2012), чемпион штата Пенсильвания (2012; 2018). «Проспект года» по версии «Sports Illustrated» (2012). Бывший претендент на титул чемпиона мира (2015).

## Биография
В детстве Дженнингс увлекался баскетболом и футболом, а также принимал участие в соревнованиях по толканию ядра. Отец Дженнингса профессионально играл в баскетбол. 
До занятия боксом, Дженнингс работал механиком.

## Любительская карьера
На любительском ринге Брайант провёл всего 17 поединков. В 13 одержал победу. Участвовал в двух турнирах — в чемпионате штата, и чемпионате США «Золотые перчатки», в обоих занял второе место, проиграв в обоих финалах Ленрою Томпсону.

## Профессиональная карьера
На профессиональном ринге Брайант дебютировал в феврале 2010 года.
Провёл 11 рейтинговых поединков с малоизвестными соперниками, и 21 января 2012 года победил по очкам непобеждённого соотечественника, Мориса Баярма (13-0-1), и завоевал титул чемпиона штата Пенсильвания. Поединок с Байромом вышел довольно сложным для Дженнингса, так как Брайант узнал о сопернике и дате поединка менее чем за неделю до боя.
В марте 2012 года. Дженнингс вышел на ринг с бывшим чемпионом мира по версии WBO, белорусом Сергеем Ляховичем (25-4). Бой начался равно, но со второй половины поединка Дженнингс начал прессинговать белоруса, и в перерыве между 9 и 10 раундом. Угол белоруса снял своего боксёра. Дженнингс досрочно победил именитого соперника.
16 мая 2012 года завоевал титул чемпиона США по версии USBA, победив соотечественника, Стива Коллинза (25-1-1). В сентябре 2012 года, Дженнингс нокаутировал в первом раунде Криса Коваля (25-9).
8 декабря 2012 года, Дженнингс вышел на ринг с опытным боксёром из Тонга, Бауи Тупоу (22-2). Бой вышел одним из самых тяжёлых в карьере американца. В третьем раунде Дженнингс побывал в нокдауне, но падение было вызвано не ударом, а тем что Дженнингс поскользнулся, и удар пришёлся вскользь по темечку. Рефери не зафиксировал нокдаун. Весь третий раунд Тупоу очень агрессивно наступал. В четвёртом Дженнингс снова взял инициативу, а в пятом раунде длинной серией нокаутировал Тупоу.
27 декабря 2012 года удостоен премии «Проспект года» по версии авторитетного журнала «Sports Illustrated».Больше полугода Дженнингс не выходил на ринг.

#### Бой с Андреем Федосовым
В июне 2013 года, Брайант встретился с крепким российским боксёром, Андреем Федосовым. Федосов выдерживал атаки Дженнингса, но Брайант начал акцентировано атаковать россиянина. Федосов держался на ногах несмотря на мощнейшие пропущенные удары. Из-за гематомы над глазом Федосова, поединок пришлось прекратить. Дженнингсу была присуждена победа техническим нокаутом, хотя Федосов был на ногах и не был потрясённым в бою. Позже Дженнингс выделил Федосова как самого крепкого боксёра с лучшим подбородком в тяжёлом весе.

#### Бой с Артуром Шпилькой
25 января 2014 года Дженнингс вышел на ринг с не имеющим поражений молодым польским проспектом, Артуром Шпилькой (18-0). Шпилька предложил Дженнингсу заменить отказавшегося от поединка с американцем польского боксёра Мариуша Ваха, вызвав его на бой сообщениями в твиттере. На этапе подготовки Шпилька неоднократно заявлял польским болельщикам, что не сомневается в победе.
Первые раунды выдались относительно равными, хотя американец выглядел увереннее, не стремясь, при этом, форсировать события и наносить сопернику большой урон. В шестом раунде Шпилька пропустил удар в район солнечного сплетения, и опустился на колено. Поляку был отсчитал нокдаун. После этого бой стал практически односторонним. В десятом раунде уступающий по очкам Шпилька стал действовать откровеннее, пытаясь нокаутировать американца. В результате он пропустил точный левый боковой в голову, и упал на канаты. Рефери отсчитал нокдаун. Шпилька выглядел потрясённым, и не мог отвечать пытавшемуся его добить Дженнингсу. Видя это, рефери остановил поединок. Дженнингс победил техническим нокаутом, нанеся Шпильке первое поражение в карьере

#### Претендентский бой с Майком Пересом
26 июля 2014 года состоялся бой за статус обязательного претендента, между непобеждённым проспектами Брайантом Дженнингсом и кубинцем Майком Пересом.Поединок проходил в невысоком темпе и продлился все запланированные 12 раундов. После первых 6-ти раундов Перес лидировал на карточках всех судей. Однако, во второй половине боя, боксёры стали больше действовать на ближней дистанции и чаще входить в клинч. Раунды второй половины встречи проходили с бо́льшим количеством силовой борьбы. Дженнингс действовал успешнее, изменив картину поединка в свою пользу. В 12-м раунде рефери снял с кубинца очко, за удар после команды стоп. В связи с этим, по завершении поединка, ему высказал претензии тренер Переса — Адам Бут. Как выяснилось, из оглашения судейского вердикта, именно снятое очко создало минимальное преимущество американца на карточке одного из судей: 114—113, что и решило исход боя в его пользу.
Дженнингс победил раздельным решением. Перес не согласился с этим, посчитав, что выиграл бой.

#### Чемпионский бой с Владимиром Кличко
В середине 2014 года Брайант Дженнингс победил в претендентском бою за право сразиться с чемпионом мира по версии WBC Бермейном Стиверном. И менеджеры Владимира Кличко сосредоточенно вели переговоры о проведении боя исключительно с Брайантом Дженнингсом. 17 января 2015 года стало известно, что американский тяжеловес Брайант Дженнингс подписал контракт на бой с Владимиром Кличко. Бой назначен на 25 апреля 2015 года и пройдет в спортивном комплексе «Барклайс-центр» в Нью-Йорке. Если Кличко победит в бою Дженнингса, то следующий бой Кличко уже будет с Деонтеем Уайлдером — нынешним чемпионом мира по версии WBC. Владимиру Кличко не хватает именно титула чемпиона мира по версии WBC, чтобы стать абсолютным чемпионом мира по всем версиям, и он сосредоточен на том, чтобы добиться этого титула. Чемпион мира по версиям IBF, WBA, WBО, IBO и журнала «The Ring Magazine» Владимир Кличко (64-3, 53 КО) успешно защитил принадлежащие ему титулы в поединке с американским претендентом Брайантом Дженнингсом.

#### Бой с Луисом Ортисом
19 декабря 2015 года Брайант Дженнингс провёл бой за титул временного чемпиона мира по версии WBA с кубинцем Луисом Ортисом. С первого раунда Ортис продемонстрировал явное преимущество в ударной мощи и раз за разом доставал своего соперника сильными ударами. В то же время Дженнингс показал, что умеет очень быстро восстанавливаться и лучше работает вблизи. В третьем раунде Ортис потряс Дженнингса, но не сумел развить успех.
Далее бой стал более спокойным и ровным, пока в седьмом раунде Ортис сильнейшим апперкотом не отправил Дженнингса на настил ринга. Американец встал, но пропустил ещё несколько сильных ударов и бой был остановлен.

### Возвращение
19 августа 2017 года Брайант Дженнингс возобновил карьеру после двух с половиной лет простоя, дебютировав под знамёнами промоутерской компании Top Rank. Соперником Дженнингса стал малоизвестный соотечественник Дэниел Мартц (15-4-1, 12 КО), и уже стартовый раунд убил все надежды на конкурентное противостояние. Разница в классе была слишком велика, и во второй трёхминутке, после того как Мартц отправился в третий нокдаун, рефери остановил поединок.

#### Бой с Александром Дмитриенко
18 августа 2018 года встретился с опытным немецким боксёром Александром Димитренко (41-3). В 4 раунде Димитренко отправил Дженнингса в нокдаун. Но в следующем раунде уже Дженнингс немного взвинтил плотность боя и заставил Димитренка перейти в режим выживания — практически каждую атаку соперника немец гасил в клинче. В 7-м раунде Димитренко принялся работать на контратаках и переиграл действующего размашисто американца. В 8 раунде Дмитриенко дважды побывал в нокдауне. В 9-м раунде бой завершился — Димитренко пропустил апперкот и снова оказался на канвасе, после чего рефери остановил бой.

## Таблица боёв
В таблице перечислены результаты всех поединков боксёров.
В каждой строке указан результат поединка. Дополнительно номер поединка обозначен цветом, который обозначает итог поединка. Расшифровка обозначений и цветов представлена в нижеследующей таблице.
| Пример | Расшифровка                     |
| ------ | ------------------------------- |
|        | Победа                          |
|        | Ничья                           |
|        | Поражение                       |
|        | Планируемый поединок            |
|        | Поединок признан несостоявшимся |
| КО     | Нокаут                          |
| ТКО    | Технический нокаут              |
| PTS    | Решение судей (по очкам)        |
| UD     | Единогласное решение судей      |
| MD     | Решение большинства судей       |
| SD     | Раздельное решение судей        |
| RTD    | Отказ от продолжения боя        |
| DQ     | Дисквалификация                 |
| NC     | Поединок признан несостоявшимся |

| Результат | Дата            | Соперник                    | Место боя                                                 | Тип | Раунд, Время  | Комментарии |
| --------- | --------------- | --------------------------- | --------------------------------------------------------- | --- | ------------- | --- |
| 24(14)-4  | 13 июля 2019    | Джозеф Джойс (9-0)          | O2 Арена, Лондон, Великобритания                          | UD  | (12)          | Счёт: 112-115, 109-118, 110-117. |
| 24(14)-3  | 18 января 2019  | Оскар Ривас (25-0)          | Turning Stone Resort & Casino, Верона, штат Нью-Йорк, США | TKO | 12 (12), 0:54 | Бой за титулы IBF International (1-я защита Дженнингса), WBO NABO (1-я защита Дженнингса) и NABF (3-я защита Риваса) в тяжёлом весе. |
| 24(14)-2  | 18 августа 2018 | Александр Димитренко (41-3) | Ocean Resort Casino, Атлантик-Сити, Нью-Джерси, США       | TKO | 9 (12), 1:56  | Завоевал вакантные титулы чемпиона по версиям IBF International и WBO NABO в супертяжёлом весе.                                      |
| 23(13)-2  | 28 апреля 2018  | Джой Давейко (19-4-4)       | Филадельфия, Пенсильвания, США                            | UD  | (10)          | Завоевал вакантный титул чемпиона штата Пенсильвания США в супертяжёлом весе. Счёт: 98-92, трижды.                                   |
| 22(13)-2  | 16 февраля 2018 | Ахрор Муралимов (16-3)      | Рино, Невада, США                                         | TKO | 3 (8), 1:12   | Муралимов 2 раза в нокдауне в первом, раз во втором и два в третьем раундах.                                                         |
| 21(12)-2  | 9 декабря 2017  | Дон Хейнсворт (13-1-1)      | Нью-Йорк, США                                             | TKO | 3 (8), 2:29   | |
| 20(11)-2  | 19 августа 2017 | Даниэль Мартц (15-4-1)      | Линкольн (Небраска), США                                  | TKO | 2 (8), 2:48   | |
| 19(10)-2  | 19 декабря 2015 | Луис Ортис (23-0)           | Верона, штат Нью-Йорк, США                                | TKO | 7 (12), 2:41  | Бой за титул временного чемпиона мира по версиям WBA.                                                                                |
| 19(10)-1  | 25 апреля 2015  | Владимир Кличко (63-3)      | Мэдисон Сквер Гарден, Нью-Йорк, США                       | UD  | (12)          | Бой за титулы чемпиона мира по версиям IBF, IBO, WBO, WBA super и The Ring.                                                          |
| 19(10)-0  | 26 июля 2014    | Майк Перес (20-0-1)         | Мэдисон Сквер Гарден, Нью-Йорк, США                       | SD  | 12            | Претендентский бой по версии WBC (113:114, 112:115, 114:113).                                                                        |
| 18(10)-0  | 25 января 2014  | Артур Шпилька (16-0)        | Мэдисон Сквер Гарден, Нью-Йорк, США                       | TKO | 10 (10), 2:20 | 88-82, 88-82, 88-82. Шпилька в нокдауне в 6 раунде.                                                                                  |
| 17(9)-0   | 14 июня 2013    | Андрей Федосов (24-2)       | Бетлехем, Пенсильвания, США                               | RTD | 6 (10), 3:00  | Бой остановлен из-за рассечения у Федосова.                                                                                          |
| 16(8)-0   | 8 декабря 2012  | Боуи Тупоу (22-2)           | Филадельфия, США                                          | TKO | 5 (12), 1:37  | Защитил титул USBA в супертяжёлом весе.                                                                                              |
| 15(7)-0   | 8 сентября 2012 | Крис Коваль (25-9)          | Ньюарк (Нью-Джерси), США                                  | TKO | 1 (8), 0:35   | Коваль 3 раза в нокдауне. |
| 14(6)-0   | 16 июня 2012    | Стив Коллинз (25-1-1)       | Ньюарк (Нью-Джерси), США                                  | UD  | 10            | Выиграл титул USBA в супертяжёлом весе.                                                                                              |
| 13(6)-0   | 24 марта 2012   | Сергей Ляхович (25-4)       | Нью-Йорк, США                                             | TKO | 9 (10), 3:00  | |
| 12(5)-0   | 21 января 2012  | Морис Байарм (13-0-1)       | Филадельфия, США                                          | UD  | 10            | Выиграл титул чемпиона штата Пенсильвания.                                                                                           |
| 11(5)-0   | 19 ноября 2011  | Кевин Франклин (3-3)        | Атлантик-Сити, США                                        | TKO | 1 (6), 1:51   | |
| 10(4)-0   | 9 сентября 2011 | Алексис Меджис (11-7)       | Филадельфия, США                                          | UD  | 6             | Меджис был в нокдауне в третьем раунде.                                                                                              |
| 9(4)-0    | 23 июля 2011    | Терон Джонсон (5-5)         | Лас-Вегас, США                                            | UD  | 6             | Джонсон был в нокдауне в четвёртом раунде.                                                                                           |
| 8(4)-0    | 4 июня 2011     | Майк Миллер (6-18-2)        | Нью-Джерси, США                                           | UD  | 4             | |
| 7(4)-0    | 23 апреля 2011  | Дэвид Уильямс (6-3-1)       | Атлантик-Сити, США                                        | TKO | 2 (6), 3:00   | |
| 6(3)-0    | 26 февраля 2011 | Терон Джонсон (5-3)         | Атлантик-Сити, США                                        | UD  | 6             | |
| 5(3)-0    | 9 декабря 2010  | Ренди Смит (дебют)          | Ньюарк (Нью-Джерси), США                                  | TKO | 2 (4), 2:18   | |
| 4(2)-0    | 30 июля 2010    | Бернелл Стюарт (1-1)        | Филадельфия, США                                          | UD  | 4             | |
| 3(2)-0    | 30 апреля 2010  | Зерефино Албино (3-10-2)    | Филадельфия, США                                          | TKO | 1 (4), 2:59   | Албино был в нокдауне трижды. |
| 2(1)-0    | 2 апреля 2010   | Жон Болден (1-0)            | Филадельфия, США                                          | KO  | 3 (4), 2:06   | |
| 1(0)-0    | 26 февраля 2010 | Зерефино Албино (3-9-2)     | Филадельфия, США                                          | UD  | 4             | Профессиональный дебют. |